# ČSD 475.0 sorozat
A ČSD 475.0 sorozat egy csehszlovák 2'D2' h3t tengelyelrendezésű gőzmozdony sorozat volt. A Škoda összesen csak egy db-ot gyártott belőle 1935-ben, melyet 1965-ben selejteztek.

## Külső hivatkozás
- Kép a mozdonyról[halott link]